# Casal do Ribeiro
O Casal do Ribeiro é uma localidade portuguesa pertencente à freguesia de Rio de Couros e ao Concelho de Ourém.
No censo de 2011 tinha 141 habitantes, sendo 71 homens e 70 mulheres.
A sua padroeira é Nossa Senhora do Livramento, com a festa realizada em maio.

## Características
As habitações estão dispersas numa espécie de planalto limitado a Sul e Oeste por dois longos vales e a Norte por áreas de pinhal. Cada um dos referidos vales é percorrido por ribeiras, umas das quais com caudal permanente, permitindo irrigar o vale onde onde são efectuadas culturas de regadio, com especial destaque para o milho. Junto às habitações existem os quintais, permitidos pelo povoamento disperso, onde é praticada a horticultura e fruticultura de subsistência e onde ainda são efectuadas algumas culturas de sequeiro (entre as quais o cultivo de aveia para forragens para animais. Os referidos quintais são geralmente povoados por oliveiras dispersas destinadas à produção de azeitona para azeite. Outra importante cultura da localidade é a vinha, sendo parte dela destinada à produção de vinho para consumo dos seus proprietários e outra parte para venda à Adega Cooperativa do concelho.
Em Agosto de 2006, um violento incêndio destruiu a totalidade dos pinhais localizados a sul da localidade com enormes prejuízos para os seus habitantes.